# トクサツガガガ
『トクサツガガガ』は、丹羽庭による日本の漫画作品。特撮オタク女子の複雑かつデリケートな葛藤を描いた作品で、『ビッグコミックスピリッツ』（小学館）にて2014年37・38合併号から2020年24・25合併号まで連載された。
メディアミックスとしては、2019年に『ドラマ10』（NHK総合）にて小芝風花主演でテレビドラマ化された。

## 概要
丹羽は素直にヒーローが活躍する話を描きたいと思っていたが、担当編集者にこうしたヒーローものを好む人口は少ないのではと言われてしまう。そんなことはないと説明するうちにファン自体に興味を持たれてしまったため、「特撮オタク女子」というニッチな題材での連載がスタートした。オタク趣味を隠したいという主人公・仲村叶の心理は丹羽の体験にもとづくところもあり、作中でも「人それぞれでいい」という考え方や、どこか一方の視点に偏らないことが意識されている。
タイトルの「トクサツガガガ」は、外さないでほしいとのオーダーがあった単語「特撮」と英語の「gaga（夢中の、熱狂的な）」に「ガ」を一つ足したもの。また、特撮はSFX全般という意味ではなく、日本における狭義の作品ジャンルとして意味である。
『ビッグコミックスピリッツ』2014年52号には「シアターGロッソ」での『烈車戦隊トッキュウジャーショー』をレポートした漫画を掲載。2015年18号では、特撮好きとして知られる乃木坂46（当時）の井上小百合とコラボ。丹羽の考案したコスチュームを着た井上のグラビアや、2人の対談が掲載された。2015年31号および宇宙船vol.149には、スーパー戦隊シリーズ初の女性監督・荒川史絵、脚本家・小林靖子とのスペシャル鼎談「特撮女子」座談会を掲載。2015年46号では、「紙ふろく」設計士の村山孝幸、「紙ふろく」イラストレーターの福村一章との鼎談、2016年18号では、特撮レジェンド古谷敏、桜井浩子との鼎談、2016年31号では『ウルトラマンオーブ』の監督を務める田口清隆との対談が掲載されている。連載100回となる2017年19号では田口、円谷プロダクションからコメント、石川雅之、河合克敏、木尾士目、小林有吾、柴田ヨクサル、のりつけ雅春、ゆうきまさみからイラストコメントが寄せられ、単行本第11集にも収録された。2019年7号では小芝風花との対談や、仲村の装いをした小芝と獣将王のコラボグラビアが掲載。同年9号にはテレビドラマで特撮パートの助監督を担当する荒川史絵との対談、丹羽によるドラマ撮影現場のレポート漫画が掲載されている。
単行本の帯には、第1集に木尾士目と二ノ宮知子、第4集に鈴村健一と田﨑竜太、第10集に石川雅之がコメントを寄せた。
そのほか、本作品に関連した漫画として、プレミアムバンダイの「戦隊職人〜SUPER SENTAI ARTISAN〜」シリーズへの応援メッセージや、劇団雌猫による単行本「浪費図鑑 ―悪友たちのないしょ話―」に描き下ろしたコミックエッセイがある。
著者の丹羽は2015年9月27日放送のNHK-FM「今日は一日“特撮ソング”三昧」に生出演した。
『このマンガがすごい！2016』オトコ編第17位、『全国書店員が選んだおすすめコミック2016』15位。第21回手塚治虫文化賞マンガ大賞最終候補。2020年8月時点で累計発行部数は115万部を突破している。

## あらすじ
26歳のOL・仲村叶は、職場では女子力が高いと思われているが、その実態は戦隊ヒーロー『ジュウショウワン（獣将王）』を始めとした特撮全般を愛する特撮オタクであった。叶は幼いころから特撮が好きだったが、叶の母親・志はその女の子らしからぬ趣味を毛嫌いし、特撮を見ることを固く禁じていた。叶も表立って逆らうことなく母親の好む女の子らしいものを受け入れていたものの、高校卒業直前に特撮熱が再燃し、隠れオタクになったのだった。
自身の趣味をひた隠しにして生きていた叶は、偶然同じ特撮好きの吉田さんに出会ったのを皮切りに、多様なジャンルのオタク仲間を得ていく。趣味に対する引け目もなくなり、いつか母親に正直に本心を打ち明けようと思う叶だったが、覚悟を固めきれずにいるうちに、とうとう特撮オタクである事実が母親にばれてしまう。

## 登場人物

### 主要人物（主人公とオタク仲間）
仲村叶（なかむら かの）
本作品の主人公で、年齢は26→27歳。東京で一人暮らしをしながら「金城商事」に勤めるOL。職場では女子力が高いと見られているが、実は“女死力”たぎる隠れ特撮オタク。『ジュウショウワン』ではシシレオー推し。自分で受け入れられない要素を子供から排除しようとする母親の影響で一度は特撮を卒業したものの、高校卒業直前の出来事と大学入学後の一人暮らしを機に特撮オタクに返り咲いた。職場での昼食はいつも手作りのお弁当だが、これも節約してDVDを買うため。他人に勝手にあだ名をつける癖がある。
本作品は叶が職場や日常で起こった問題や疑問を、周囲の協力や影響で劇中の特撮作品内容や実際にある製作事情などの「特撮あるあるネタ」になぞらえて理解して受け入れたり、勇気を出して物事に対処する過程がエピソードの胆になっている。

吉田さん / 吉田久美（よしだ ひさみ）
叶の特撮オタク友達。『ジュウショウワン』ではトライガー推し。叶よりも年上で、電車では対面した際に叶のゆるキャラのキーホルダーの中に特撮キャラをイクトゥスとして紛れこませる作戦による特撮ファン告白の成功により知り合う。特撮からの卒業を考えていたが、『エマージェイソン』がゲストのヒーローショーで叶と再会したのをきっかけに踏みとどまり、叶の人生の追加戦士となる。 写真を撮るのが得意で、後に写真を仕事にすることを志し、写真学校に通ったり写真家のアシスタントをしたりしている。祖母と母の3人で実家で暮らしており、彼氏がいる。子供が苦手。

ダミアン / 田宮拓（たみや たく）
特撮好きの真面目な小学生。『ジュウショウワン』ではトライガー推し。東永ゼミナールという学習塾に通っている。こっそりと『ジュウショウワン』のカプセル台を回したかった叶の前にタイミング悪く現れたため、「悪魔の子」という意味合いでこのあだ名がつけられた。 たびたび叶の心に突き刺さる名言を放つ。吉田さんに好意を寄せている。

任侠さん / 松本まさあき
叶が食玩目当てで行きつけにしている駄菓子屋「おかしのまつもと」の息子。20歳の専門学生。あだ名の元になった任侠者のような目つきの悪さと厳つく大柄な容姿とは裏腹に、気配りのできる心優しい青年であり、気が小さくホラーが苦手な臆病者でもある。小学生のころから女の子向けアニメ『ラブキュート』シリーズが好き。特撮関連の新製品の取り置きなど融通を利かせてくれたり、ネタバレをおそれて情報源から距離を置いている叶に必要な情報だけを教えてくれたりする。

北代さん / 北代優子（きたしろ ゆうこ）
叶の会社に途中入社してきた同僚だが、部署は違っている。両親共稼ぎの鍵っ子として育ち、弟がいる。あまり愛想がなく、人を寄せ付けないオーラを放っている。隠しているが、ローカルアイドルユニット「ビーボーイズ」のファン（通称「ハニーさん」）。吉田さんと近い年齢。
前の職場では営業職をしており社交的だったが、アイドルオタクであることがばれて周囲が悪気なく偏見に満ちたいじりをしてくるようになった日常に気疲れたことから離職し、今の職場では入社当初、自衛のために極端に非社交的にふるまっていた。しかし、同じくオタクバレしたくない叶とオタクとして通じ合えたことなどから、無愛想であるがほどほどに人付き合いするようになっている。

ミヤビさん / 宮根
名古屋在住の大学生で、北代さんと同じく「ビーボーイズ」のファン。同じファンとして親しくなった北代さんの前の職場の人たちに、アイドルオタクであることを悪意なくばらしてしまい、それが北代さんにとってまずい事態を引き起こすことを理解できなかったことから、一度北代さんから絶縁されている。再就職した北代さんと叶がお互いオタクバレしたことなどを経て、再び連絡を取り合うようになり、叶や吉田さんを交えて、たびたびジャンルを超えたオタクの遊びをするようになる。

### 仲村叶の同僚
小野田君
叶と同じ部署の後輩。叶が特撮オタクであることを知らず、密かに思いを寄せている。叶の特撮オタクゆえの言動を良い方に誤解して感動することが常である。

マイちゃん / 白石さん
叶と同じ部署。良くも悪くも「普通の可愛らしい若い女性」。普通の付き合いの延長として叶をカラオケや買い物に誘う。実のところ叶がついていけない部分も多いが、叶の想定の範囲外からの良い刺激や気づきを与えてくれることもある。彼氏がおり、叶に「なんという高解像度なカップル」と評された。その彼氏と後に結婚し、寿退社する。

マコちゃん / 藤井さん
叶と同じ部署。マイちゃんと仲がいい。大学生の弟と同居しており、弟の進路のことでよく揉めている。

チャラ彦 / 川島君
若干無神経なチャラ男。北代さんと同じ部署。メンタルが非常に強く、めげることがない。基本的には気のいい青年であり、叶は内心はノリになじめないものの、言動に感じ入ることもある。しかし、北代さんにはさしもの強メンタルでもめげてしまうほど強烈に拒絶されている。

ユキちゃん
メガネをかけた女子社員で、北代さんらと同じ部署。イケメン俳優好き。好きになった俳優の出演している作品を熱心においかけて叶がDVDを貸した特撮まで観ているが、俳優の顔の出ていない特撮戦闘パートは飛ばしてしまう。
若干見込みありとして、吉田さんを参謀につけた叶から特撮趣味に、北代さんからはアイドル趣味に引き込もうと色々画策されているがマイペース。

ミカちゃん
北代さんらと同じ部署で、ユキちゃんと仲がいい。ユキちゃんと同様イケメン俳優好きだが、ユキちゃんほど集中的にのめり込むことはない。

岸田さん
マイちゃんが退社後入社してきた女子社員。叶の2つ年下。事務職の経験があり仕事もできるが、やや人見知り。

### 主要人物の家族
お母ちゃん / 仲村志（なかむら ふみ）
叶の母。叶が父親を憶えていないくらいの幼いころに離婚し、以来シングルマザーとして2人の子供を育ててきた。叶が小学生になっても特撮にハマっているのを毛嫌いし、一貫して叶が好まない女の子らしい趣味や装いを半ば強いてきた叶の最大の敵。幼少のころの叶がこっそり買っていた『てれびくん』で焚き火をした「『てれびくん』焼きイモ事件」は、叶の強烈なトラウマとなっている。

仲村望（なかむら のぞむ）
叶の兄。32歳。関西で社会人をしながらインディーズのデスメタルバンドをやっており、関東でライブをする際、叶の家に泊まりに来る。子どものころから叶の趣味の良き理解者だったが、たびたび叶の録画ビデオに、自分の好きなギタリストであるスラッシィ池田の番組を上書きする事故を起こしていた。叶のことは「かのちん」と呼ぶ。著者・丹羽庭のデビュー作である『NO MAN IS AN ISLAND』に登場するバンド「アティカ」のTシャツをよく着ている。
自分のバンドのことと、妹の特撮趣味が復活したことは共同戦線を張って母に隠している。

ちー / ちさと
望の娘。4歳。ネコが好き。叶にとっては、教えられることも多々ある良く出来た可愛い姪。

タカさん
望の妻。叶と夫の協力のもと、義母には隠しているが実はズボラで家事嫌い。

任侠さんの母
小太りでメガネをかけていて、性格は明るくほがらか。息子と叶のオタクの会話をネタにからかってくるくらいにはお茶目でもある。
任侠さんの子供のころからの『ラブキュート』好きを知っており、あまり肯定的にはとらえていないものの受け入れて理解を示している。

任侠さんの父
「おかしのまつもと」の裏にある鉄板焼き屋「まつもと」を経営している。妻とは対照的なシャイな性格で、「おかしのまつもと」にはあまり顔を出さない。

### その他の登場人物
まごうことなき老人レベルの老人
叶が電車や駅でたびたび遭遇する仲の良い老夫婦。叶と同じ駅を利用する。
カレー屋の店主
叶の職場の近くにできたカレー屋「CURRY SAFARI」を兄弟3人で経営する。叶は当初「インド人（仮）」と心の中で呼んでいたが、実はネパール人。叶とは片言の日本語で会話している。
高橋ユキオ
チャラ彦の友達の山岳ガイド。シシレオー / ショウ役の尾上大地に似ている。小野田君とも友達になる。
おもちゃ屋のおじさん
叶がよく行くさびれた感じの玩具店「おもちゃのゆめの」の店主。ジオラマ作りが趣味で、店頭で店番しながら製作している。
クワガタ少年 / 健太
叶の家に迷い込んだヒラタクワガタの「キング」の飼い主の少年。
懐古怪人おじさん
叶がおもちゃ屋や駅でたびたび遭遇する特撮好きのサラリーマン風のおじさん。昔の特撮作品と比べて現在の作品を批判する「懐古怪人」。
野村さん / 野村聡
叶と吉田さんが、模型屋のレンタルスペースで出会ったモデラー。自分の世界に入り込みやすい性格で、ブツブツと独り言をこぼしながら作業する。叶にフィギュア塗装のコツなどを伝授するが、難解な表現でしか伝えられず、初心者の叶たちが理解するには通訳（店員さん）が必要だった。
既婚者で夫婦仲はよく、模型趣味は理解してくれている妻が塗料などのシンナー臭が苦手なため、レンタルスペースで模型製作に励んでいる。
窪田さん
カラオケ店の店員。任侠さんと同じ『ラブキュート』シリーズの隠れファンであり、彼と親交を深めており、叶と3人でショーに行ったりもしている。
カナちゃん
「おかしのまつもと」の近所に住む常連客。可愛いものやピンクが好きな、少し気の強い5歳の女の子。ホラーに強い。
叶とは出会いが悪く、叶の心の傷を知らずに触れて返ってきた反応に泣いてしまったことなどから、仲直りした後も叶のことを「意地悪な人」と呼ぶ。また、厳つい外見をおそれて任侠さんとは会話せず目もあわせていなかったが、任侠さんが外見に似合わぬ怖がりの臆病者と知ってからは普通に交流している。
じいばあ
叶の高校の近くにあったビデオショップ「にこにこビデオ」の店主。おじいさんかおばあさんか定かでない風貌から、代々生徒にこのあだ名で呼ばれている。店じまいの際に、卒業祝いにと叶にプレゼントした『エマージェイソン』のレンタル落ちビデオは、叶が特撮に帰ってくるきっかけになった。
曽根山
叶の小学校の同級生。小学生になっても特撮を観ていた数少ない仲間だったが、『エマージェイソン』のどの登場キャラがかっこいいかで揉め、お互いを「バカ村」「クソ山」と罵り合っていた。現在は大学のサークル仲間と子供たちに影絵を見せる活動をしている。
タツ君 / 陣内
吉田さんの彼氏。35歳。作中映画の『ゴースト・イン・チャイナ』の主人公・チャンに顔が似ており、チャンを演じたチャン・シウンのファン。実家は写真屋で、吉田さんとは撮影のバイトで知り合った。派手めの映画がまんべんなく好きで、特撮はそれほどでもない。吉田さんを久ちゃんと呼ぶ。

## 作中劇

### 戦隊ヒーロー番組
スーパー戦隊シリーズにあたる番組。
獅風怒闘 ジュウショウワン（獣将王）
作中における戦隊ヒーロー番組の現行作品。シリアス路線。シシレオー、トライガー、チェルダの3人からなる獣の力を持つ一族のヒーローチームが主人公で、途中から追加戦士としてセロトルが加わる。シシレオーとゲンカ将軍の毒濁刀を巡る戦いの展開は、叶と母親の確執に重ね合わせられる形で並行して描かれている。
シシレオー / ショウ 演：尾上大地
ジュウショウワンのリーダーでカラーは赤、モチーフはライオン。20歳。真面目で実直な反面、融通か利かず思い悩むことも多い。武器は二刀流の「獅子刀（シシトー）」。途中から二段変身の「シシレオー炎陣バージョン」へとパワーアップする。
トライガー / ゴウ 演：土屋恭介
ジュウショウワンでは一番の年上。カラーは青、モチーフは虎。24歳。短気で気性が荒い一方、仲間思いで、割り切った考え方のできる性格。武器は鋭い「鉤爪」。
チェルダ / リン 演：大宮リコ
ジュウショウワンでは一番の年下。カラーは黄、モチーフはチーター。16歳。泣き虫で人見知りが激しいが、根は明るく無邪気な女の子。棍を扱うのが得意。
セロトル / レイ 演：大杉隆広
ジュウショウワンの追加戦士。カラーは銀、モチーフは山猫。16歳。第三勢力として登場したが、実はゲンカ将軍の弟と判明。当初はジュウショウワンに対して拒絶的な態度を取っていたが、暴虐に走るゲンカの真意を確かめるために仲間となった。武器は弓。
狼将軍ゲンカ
ジュウショウワンの宿敵。不死身の肉体で、何度倒しても蘇る。
毒濁刀
斬った相手の神経を毒し完全に屈服させ、意のままに操る邪刀。対となる2本が存在し、シシレオーの師匠とゲンカ将軍が1本ずつ所持している。
お師匠 / ウロサネ
ショウの師匠。変身後はシシレオーによく似た姿になる。
フギ
ゴウのかつての友人。変身後のモチーフはコウモリ。ゴウと決別しゲンカ側につく。
カブトウン
ゲンカの側近。モチーフはカブトムシと吽形。アガタの兄。
アガタ
ゲンカの側近。モチーフはクワガタと阿形。カブトウンの弟。
キョウガン
ゲンカとレイの父。モチーフは熊。
シユウ
毒濁刀を作り出した刀鍛冶師。モチーフは牛。
ジウ
リンの祖父。変身後はチェルダによく似た姿になる。

異星探査ストレンジャーV（ファイブ）
『ジュウショウワン』の2年前の作品。ヒーローひとりひとりが違う星出身で様々な能力を持つという設定で、コメディ寄り。
ストレンブルー / スバル 演：泰風良太
ストレンジャーVのヒーローの1人。ファブルヌ星人。天然でチームの弟ポジション。
演じた泰風良太は後に売れっ子になり、ユキちゃんとミカちゃんが好きな俳優。しかしデビュー作にもかかわらず経歴から省かれていることが多い。

探求探索シラベルーパー
戦隊ヒーロー番組の過去作品。未知の文明“MU”とその遺跡を探索する調査チーム。
4（フォー）フォース
巨大ロボが初めて登場した作品。
ディフェンダー
叶が高校生のころの作品。
マジカライザー
叶が小学生のころの作品。トランプのスートがモチーフ。
超神勇士ファイブレイバー
『ジュウショウワン』の次に放映予定の戦隊ヒーロー番組。伝説の生物がモチーフ。明るいコメディー路線。

### その他の特撮、アニメ
救急機エマージェイソン
叶がリアルタイム世代（3-6歳）だったころに観ていた特撮作品。平和のために戦う正体不明の正義のロボット・エマージェイソンが主人公。この作品以降、仲村母による「『てれびくん』焼き芋事件」にショックを受け、高校卒業まで叶は特撮から遠ざかっていた。

南十字軍サザンクラウザー
吉田さんがリアルタイム世代だったころに観ていた特撮作品。南十字星の力を宿した騎士・サザンクラウザーが主人公。吉田さんの父が亡くなった年に放映されていたため、吉田さんにとっては思い出深い一番好きな作品だが、唐突な路線変更やそれまでの伏線や設定の無視で作品としては吉田さんも認める駄作。

ダゴンシリーズ
国民的怪獣映画シリーズ。ダゴンはそのシリーズに登場する怪獣名。公害問題、環境問題をテーマにしており、海からやって来る。ダミアンは怪獣図鑑やDVDを通じてシリーズに詳しいが、叶はリアルタイムで観ていないのでそれほど詳しくない。
元ネタはゴジラシリーズ。ダゴンの容姿などはクトゥルフ神話がモチーフ。
わくわくTVシリーズ ダゴンくん
メッセージ性が省かれたテレビ放送版。シリーズの中でも異色の作品で、怪獣同士の騒動はいつもの空き地で起き、倒された怪獣も次の話では脈絡なく復活する。吉田さんは幼少時にリアルタイムで最初に触れたのがこのテレビシリーズだったため、一般的には低評価なダゴンくんに思い入れがあると公言している。
ラブキュートシリーズ
女児向け変身アニメ。任侠さんが小学生のころに始まり、作中現在もシリーズ作品が放映されている。
Chig-Hug ラブキュート
初代ラブキュート。任侠さんが小学生のころに放送されていた。主人公は雨木シズク / ティアールと日向ヒナタ / スマイリー。
ラブキュート MAX!
作中における現行ラブキュート。主人公はこころ / アロー。
ラブキュート カーニバル
「ラブキュート MAX!」の次作品。
現代妖怪血風録 白狐丸
深夜放映枠の特撮作品。エロやグロや下品な要素が多い。
絡繰忍者 雷伝
叶が劇場で観た特撮映画。実は40年ほど前のテレビ特撮シリーズのリメイク作品。キャラ設定の改変などでオールドファンからは「ガッカリメイク」として評価は高くないが、新規ファンの導入としては「有り」な出来栄えになっている。
ウラノガッコウ
鏡の中の小学校を舞台にした子供向け怪談映画シリーズ。
惑星O（わくせいオー）
40年ほど前のSFドラマ。制作陣が本気で力を入れており評価も高かったが、ペース配分を誤り力を入れすぎたためスタッフの気力が尽きて途中で打ち切りとなった。作中でリメイクおよび続編制作が決定した。
ソールマン
国民的人気のあった巨大ヒーロー特撮シリーズの元祖。長い間シリーズが休止していたが、作中で7年ぶりの新シリーズである「ソールマンフェニックス」の放送が発表となる。

## 書誌情報
- 丹羽庭 『トクサツガガガ』 小学館〈ビッグコミックス〉、全20巻
  1. 2014年12月3日発行（11月28日発売）、ISBN 978-4-09-186606-6
  2. 2015年4月4日発行（3月30日発売）、ISBN 978-4-09-186810-7
  3. 2015年7月5日発行（6月30日発売）、ISBN 978-4-09-187060-5
  4. 2015年10月5日発行（9月30日発売）、ISBN 978-4-09-187217-3
  5. 2016年1月2日発行（2015年12月28日発売）、ISBN 978-4-09-187363-7
  6. 2016年4月4日発行（3月30日発売）、ISBN 978-4-09-187516-7
  7. 2016年7月5日発行（6月30日発売）、ISBN 978-4-09-187638-6
  8. 2016年10月5日発行（9月30日発売）、ISBN 978-4-09-187784-0
  9. 2017年2月4日発行（1月30日発売）、ISBN 978-4-09-189259-1
  10. 2017年6月4日発行（5月30日発売）、ISBN 978-4-09-189512-7
  11. 2017年10月4日発行（9月29日発売）、ISBN 978-4-09-189645-2
  12. 2018年2月4日発行（1月29日発売）、ISBN 978-4-09-189783-1
  13. 2018年6月4日発行（5月30日発売）、ISBN 978-4-09-189880-7
  14. 2018年10月3日発行（9月28日発売）、ISBN 978-4-09-860076-2
  15. 2019年2月4日発行（1月30日発売）、ISBN 978-4-09-860207-0
    - 『フィギュア付き特装版』同日発売、ISBN 978-4-09-943035-1

  16. 2019年6月4日発行（5月30日発売）、ISBN 978-4-09-860287-2
  17. 2019年10月5日発行（9月30日発売）、ISBN 978-4-09-860408-1
  18. 2020年2月4日発行（1月30日発売）、ISBN 978-4-09-860528-6
  19. 2020年6月3日発行（5月29日発売）、ISBN 978-4-09-860620-7
  20. 2020年9月2日発行（8月28日発売）、ISBN 978-4-09-860711-2
    - 『小冊子付き特装版』同日発売、ISBN 978-4-09-943069-6

## テレビドラマ
NHK名古屋放送局の制作によりテレビドラマ化され、NHK総合「ドラマ10」にて2019年1月18日から3月1日にかけて放送された。全7回。主演は、本作品が連続ドラマ初主演となる小芝風花。

### 製作
主演の小芝は、表情などは原作漫画を見て勉強し、髪形も色々な話し合いをして原作の髪形に近づけ、アドリブが必要な時には原作漫画の吹き出しの横に書いてある手書きの小さな文字を覚えて言ったと明かしている。また、小芝は、特撮好きの助監督、荒川史絵のアドバイスから、あるあるネタや実在する特撮（やアニメ）作品のパロディーなど、分かる人にしか分からないネタをドラマの作中で少しずつ散りばめている。
制作統括の吉永証は、当初から、本物をできる限りのクオリティーで実現するため、特撮パートも三次元として描くことに決めた。原作漫画に出てくるヒーローたちは「スーパー戦隊シリーズ」がモチーフになっているため、東映の協力を得た。ジュウショウワン、エマージェイソンらのスーツのデザインと製作は、数々のスーパー戦隊を手がけてきた「レインボー造型企画」が担当。ヒーロースーツのマスクも、カメラ映えする緻密な造形の一方視界の悪い「映像撮影用の仮面」と、ヒーローショーで用いられることが多く、視界確保のため穴が空いた「アトラク面（俗称）」を、シーンによって使い分け、撮影。フィギュアやキーホルダーは、スーツの三次元データを元にミニチュア・デフォルメ化を進め、武器などのガジェット、DVDパッケージなども、本物に限りなく近づけるよう作り込んだため、撮影までに約半年を要した。
名古屋市内でのロケが多いが、物語の舞台設定は原作と同様に東京である。劇中劇で展開される特撮パートの撮影には特撮を撮るときのカメラを使用し、映像のスピードが求められる場面は現場でもスローで撮るなど、本物感を伝えるために、東映が普段行う手法で加工、質感も細部までこだわって再現。特撮パートのロケ地も、東映がよく使用する採石場跡地の岩船山で行われた。スーツアクターには「仮面ライダーシリーズ」などで有名な岡元次郎、ナレーションには特撮好きで知られ「仮面ライダーシリーズ」などにも出演する声優の鈴村健一、助監督には「スーパー戦隊シリーズ」で史上初の女性監督を務めた荒川史絵が参加。最終回には、仮面ライダーV3の主役などで知られる宮内洋が書店の店主役で、岡元次郎が仲村の高校時代の教師役として出演した。

### キャスト
- 仲村叶 - 小芝風花
- 吉田久美 - 倉科カナ
- 北代優子 - 木南晴夏
- チャラ彦（川島直太朗） - 森永悠希
- 小野田くん（小野田隆） - 本田剛文（BOYS AND MEN）
- ユキちゃん（白濱幸） - 武田玲奈
- マイさん（白石マイ） - 内山命（SKE48）
- 徳永あさ - 犬塚あさな（1 - 4）[30]
- ダミアン（田宮拓） - 寺田心
- 任侠さん（松本昌明） - 竹内まなぶ（カミナリ）[23]
- みやびさん（宮根奈津貴） - 吉田美佳子（4 - ）
- タカちゃん - 吉田真由（6）
- 仲村望 - 渡部豪太（6、7）
- 仲村志 - 松下由樹

#### 声の出演
- シシレオー - 土屋神葉
- トライガー - 吉原雅斗（BOYS AND MEN）
- チェルダ - 西浦希
- セロトル - 中原聡太（BOYS AND MEN研究生 / 4 - ）
- ゲンカ将軍 - 関智一
- カラオケ怪人 - 稲田徹
- ティアール - 川井田夏海（6）[31]
- ナレーション、エマージェイソン - 鈴村健一[32]
- 副音声解説 - 千葉進歩

#### スーツアクター
- エマージェイソン、ゲンカ将軍 - 岡元次郎[33]
- シシレオー、カラオケ怪人 - 森博嗣[33]
- トライガー - 藤田洋平
- 和田三四郎
- チェルダ - 中井絢子
- セロトル - 蜂須賀昭二

#### ゲスト
- カラオケ店員、金城商事社長、警察官、窪田 他 - 石田たくみ（1 - ）
- 土屋恭介（トライガー/ゴウを演じる俳優） - 吉原雅斗（BOYS AND MEN）（2）
- 回転寿司屋の客 - マイケル富岡（3）
- ビーボーイズ - BOYS AND MEN（3 - ）[34]
  - シロやん（城谷順平） - 水野勝[35]
  - やまポン（山本龍臣） - 田中俊介[35]
  - るいるい（ルイ麻倉） - 田村侑久[35]
  - アッキー（土田晶） - 辻本達規[35]
  - 若（若林直哉） - 小林豊[36]
  - オザーム（小沢治） - 勇翔[36]
  - キバたん（木場太平） - 平松賢人[36]
  - くーまん（万田久弥） - 土田拓海[36]
- イケメン - 寺坂頼我・野々田奏（祭nine.）（5）[37]
- 海の家 主人 - 佃典彦（5）
- 尾上大地（シシレオー/ショウを演じる俳優）、コピー機の営業マン - 土屋神葉（6）
- 吉田さんの彼氏 - 浅井雄一（6）
- 仲村の高校三年生時の同級生 - 上村亜柚香・野島樺乃・松本慈子（SKE48）（7）
- 教師 - 岡元次郎（7）
- 書店 店主 - 宮内洋（7）
- 書店 店員 - 森博嗣（7）
- ビデオ店 店主 - 海原はるか（7）

### スタッフ
- 原作 - 丹羽庭
- 脚本 - 田辺茂範
- 音楽 - 井筒昭雄
- 主題歌 - ゴールデンボンバー「ガガガガガガガ」
- 演出 - 末永創、新田真三、小野見知
- アクション指導 - おぐらとしひろ
- 大阪ことば指導 - 吉田真由
- ダンス指導 - SHO-TA、渡辺美津子
- タイトル映像制作 - 金久豊彦
- 資料提供 - グレート群馬ネットワーク、ゼロス、和知健明、笹井浩生、金廣邦高、野中迪宏[38]
- 特撮協力 - 東映
- 撮影協力 - なごや・ロケーション・ナビ、あみフィルムコミッション
- 制作統括 - 吉永証
- 美術 - 西村薫
- 技術 - 石川一彦
- 音響効果 - 澤田智也
- 撮影 - 管信吉
- 照明 - 酒井隆行
- 音声 - 小出剛
- 映像技術 - 佐藤秀飛
- VFX - 太田知宏
- 美術進行 - 井村昭子
- 編集 - 平野一樹
- 記録 - 小林澄枝
- 制作・著作 - NHK名古屋放送局

### 放送日程
| 放送回 | 放送日  | サブタイトル     | ラテ欄                | 演出     |
| ------ | ------- | ---------------- | --------------------- | -------- |
| #1     | 1月18日 | トクサツジョシ   | 特撮オタクOLが大奮闘! | 末永創   |
| #2     | 1月25日 | トライガーノキミ | トライガーノキミ      | 末永創   |
| #3     | 2月01日 | ツイカセンシ     | ツイカセンシ          | 新田真三 |
| #4     | 2月08日 | オタクノキモチ   | オタクノキモチ        | 小野見知 |
| #5     | 2月15日 | ウミノジカン     | ウミノジカン          | 小野見知 |
| #6     | 2月22日 | ハハノキモチ     | ハハノキモチ          | 末永創   |
| 最終回 | 3月01日 | スキナモノハスキ | スキナモノハスキ      | 末永創   |

4月28日午前0時35分から午前5時40分にかけ、NHK BSプレミアムにて全話一挙再放送が行われた。

### 関連番組
ドラマ10「トクサツガガガ」一挙再放送直前!お宝映像蔵出しSP（2019年4月27日 2345 - 4月28日 0:35、NHK BSプレミアム）
NHK BSプレミアムでの全7話一挙再放送に先立つ4月27日午後11時5分からは、特別番組『ドラマ10「トクサツガガガ」一挙再放送直前！お宝映像蔵出しSP（仮）』を放送。

### 関連イベント
トクサツガガガ展（2019年1月8日 - 3月10日、NHK名古屋放送局 1階 プラザウェーブ21）
NHK名古屋放送局では、番組に連動した「トクサツガガガ展」を1月8日から開催し、当初は3月3日までの予定だったが3月10日まで期間を延長。

ドラマ10『トクサツガガガ』最終回!緊急ファンミーティング（2019年3月1日、NHK名古屋放送局 T1スタジオ）
最終回の放送される3月1日にはNHK名古屋放送局で緊急ファンミーティングが開催された。緊急ファンミーティングは、わずか5日の観覧募集期間にもかかわらず当選者300人に対し3226件の応募があり、壁面に投射する最終回視聴用の大スクリーンとツイッターの状況が見られるスクリーンも会場に設置され、NHK名古屋放送局のツイッターも会場の様子を多数ツイートした。第1部では、小芝風花の「ビデオメッセージ」、ドラマ第2回などでヒーローショーの進行役を行ったお姉さん、シシレオー、エマージェイソンらによる「劇中のヒーローショー再現コーナー」、内山命、本田剛文、スーツアクターの岡元次郎、森博嗣による「トークショー」、倉科カナとゴールデンボンバーからの「ビデオメッセージ」が、第2部では最終回のライブビューイングが行われた。最終回放送後には、続編を放送できるように全力を尽くすと名古屋放送局長・島田敏男が宣言し、主演の小芝も続編を熱望した。

トクサツガガガ展 in NHKスタジオパーク（2019年4月27日 - 5月6日、NHKスタジオパーク）
NHK BSプレミアムでの全7話一挙再放送にあわせ、4月27日から5月6日にNHKスタジオパークで『トクサツガガガ展 in NHKスタジオパーク』が開催される。

ドラマ10『トクサツガガガ展』（ミニ）in NHK名古屋放送局（2019年4月27日 - 5月6日、NHK名古屋放送局 1階 放送体験スタジオ「わくわく」内）

### 作品の評価
番組はストーリー性の良さから高い評価を得ており、主に観ていたM2層（35-49歳の男性）だけでなく若年層まで視聴者層が広がった。放送期間中は、ツイッターのトレンドワードランキングで何度も1位になり、全7回の放送期間中に計5802件のツイートがつぶやかれ、男性によるツイートが70%を超え、中でも30代男性が多かった。週刊エンタテインメント誌『コンフィデンス』の連続ドラマ満足度調査「オリコン ドラマバリュー」では、初回は100ポイント満点中56ポイントだったが、2話は急上昇して79ポイントになり、3話が82ポイント、4話が85ポイントと回を重ねるごとにポイントを上げ続け、5話では91ポイントを獲得して平均満足度2位になった。ザテレビジョンがSNSや独自調査を集計した指標「視聴熱」のウイークリーランキングでは、初回が放送された週から民放の話題作を凌ぐ人気で、最終回放送日3月1日のデイリーランキングでは、26014ポイントを獲得し1位になった。NHKが視聴者の意見を紹介する『月刊みなさまの声』2019年2月号では、反響が大きい番組として取り上げられ、好評な意見が厳しい意見を大きく上回ったこと、DVD化や続編を希望する声が200件を超え他と比較して多く集まったこと、反響の半数近くが40代以下だったことが紹介された。

#### 受賞歴
- ギャラクシー賞
  - 2019年3月度 月間賞[50]
ギャラクシー賞テレビ部門の2019年3月度月間賞を受賞[51]。
  - 第56回（2018年度） テレビ部門 奨励賞[52]
- コンフィデンスアワード・ドラマ賞
  - 第15回 作品賞
コンフィデンスアワード・ドラマ賞の2019年1月期作品賞を受賞[53][54]。
- 第100回ザテレビジョンドラマアカデミー賞 ザテレビジョン賞（劇中劇「獅風怒闘ジュウショウワン」）[55]

### 関連商品

#### サウンドトラック
2019年2月27日にサウンドトラック盤が発売された。サウンドトラック盤には、第4話「オタクノキモチ」のカラオケシーンで登場した劇中劇『救急機 エマージェイソン』や『ラブキュート』のテーマソングも収録されている。なお、主題歌であるゴールデンボンバーの「ガガガガガガガ」は未収録。
サウンドトラック盤は、2019年3月11日付のオリコン週間アルバムランキングで70位を記録した。

#### Blu-ray/DVD
- トクサツガガガ Blu-ray BOX（2019年9月3日発売、ハピネット・ピクチャーズ、HPXR-410）
- トクサツガガガ DVD BOX（2019年9月3日発売、ハピネット・ピクチャーズ、HPBR-410）

| NHK総合 ドラマ10                               | NHK総合 ドラマ10                          | NHK総合 ドラマ10                                        |
| 前番組                                         | 番組名                                    | 次番組                                                  |
| ---------------------------------------------- | ----------------------------------------- | ------------------------------------------------------- |
| 昭和元禄落語心中 （2018年10月12日 - 12月14日） | トクサツガガガ （2019年1月18日 - 3月1日） | ミストレス 〜女たちの秘密〜 （2019年4月19日 - 6月21日） |